# Ignaz Rüsch

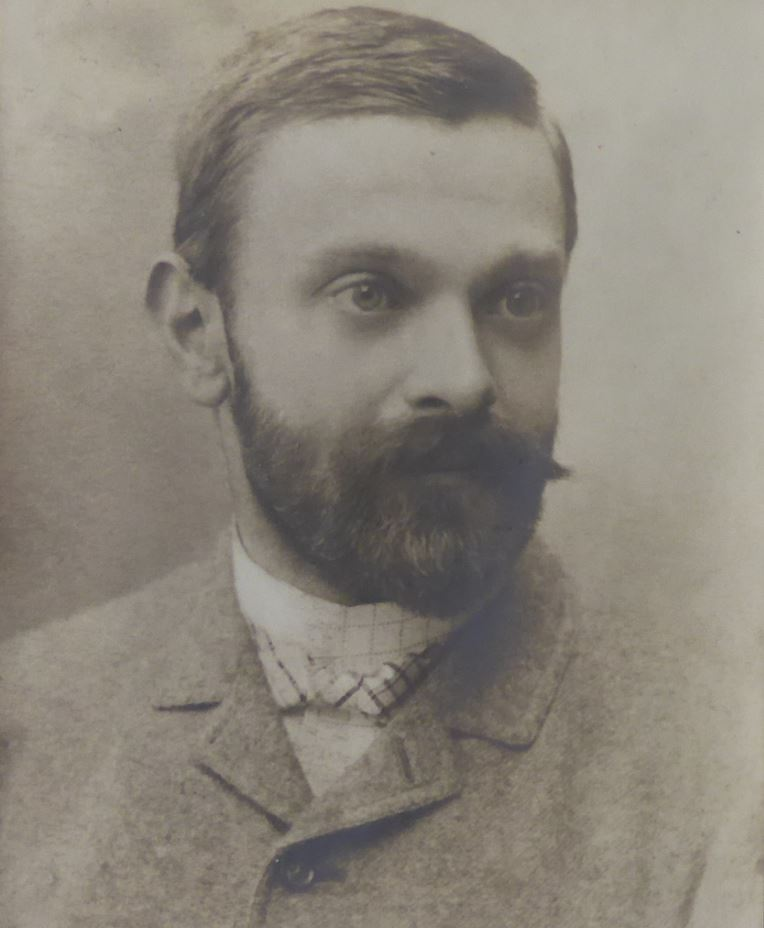
Ignaz Rüsch, um 1890

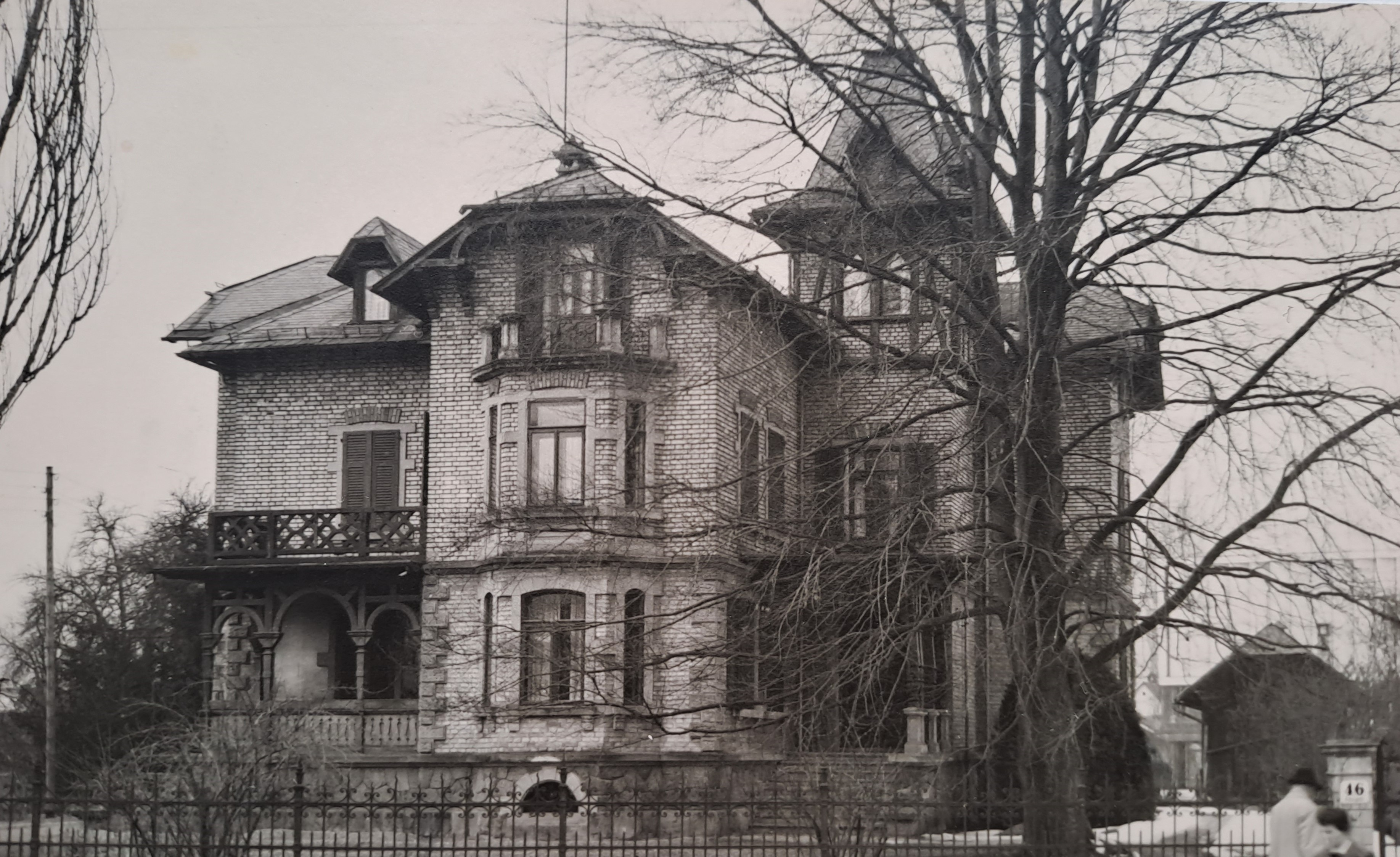
Fabrikanten-Villa von Ignaz Rüsch, Schulgasse 46 in Dornbirn, erbaut 1885–1886 (Foto ca. 1970, vor dem Anbau von 1984)

Ignaz Rüsch (Taufname Josef Ignaz Rüsch; * 30. November 1861 in Dornbirn, Vorarlberg; † 19. Dezember 1925 in Dornbirn), öfters verwechselt mit seinem Großvater Josef Ignaz Rüsch (1794–1855), war ein österreichischer Maschinenbauingenieur, Maschinenfabrikant sowie als Unternehmer in dritter und letzter Familiengeneration Direktor der Rüsch-Werke in Dornbirn.

## Leben und berufliches Wirken

### Herkunft und Ausbildung
Ignaz Rüsch war das älteste von elf Kindern des Maschinenfabrikanten und Unternehmers Alfred Rüsch (1831–1892) und dessen erster Frau Anna Maria Rhomberg (1839–1868). Nach der Dornbirner Volksschule folgte die kaiserlich-königliche Oberrealschule in Salzburg, die er 1881 zwanzigjährig abschloss. 1886 heiratete er die Fabrikantentochter Marie Rhomberg (1862–1916) aus Innsbruck, deren Vater die dortigen Betriebe der Dornbirner Textilfirma Herrburger & Rhomberg leitete und Präsident der Handels- und Gewerbekammer in Tirol war. Das junge Paar konnte in Dornbirn in die 1885–1886 nach Plänen von Julius Rhomberg erbaute, vom Vater Alfred Rüsch geschenkte Villa Schulgasse 46 einziehen und hatte fünf Kinder, die in den Jahren 1887 bis 1894 geboren wurden.
Über die Ausbildung von Ignaz Rüsch ist nichts belegt. Nach der familiären Überlieferung heißt es, dass er ein Technikstudium und mehrjährige Volontariate im In- und Ausland absolvierte. In einem späteren Nachruf ist lediglich von unterbrochenen „technischen Studien“ die Rede.

### Übernahme und Blüte der Rüsch-Werke

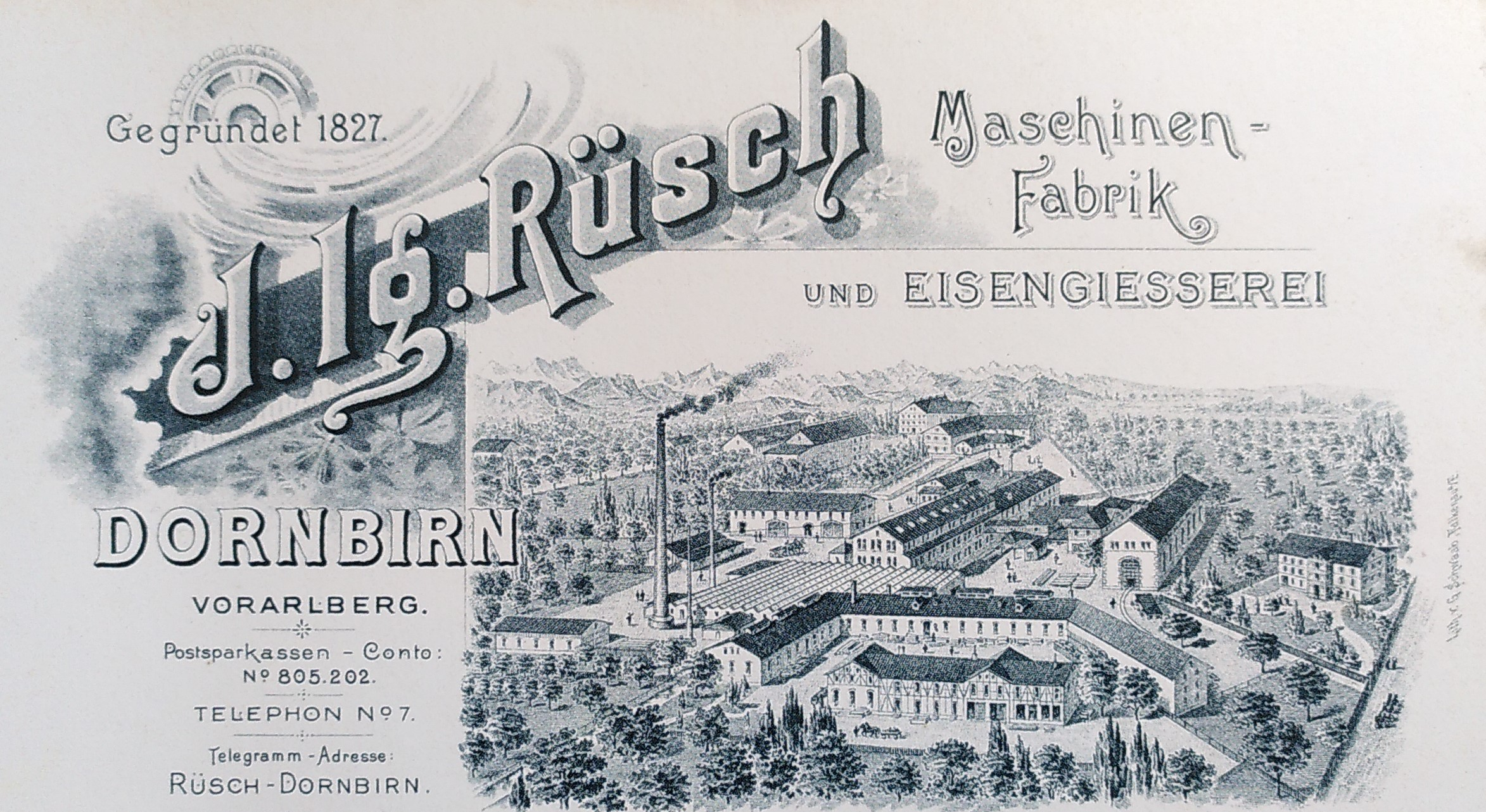
Rüsch-Werke Dornbirn, Darstellung auf einem Firmenbriefkopf von 1899

Als Alfred Rüsch 1892 starb, mussten seine drei Söhne Ignaz Rüsch, Karl Rüsch (1866–1940) und Walter Rüsch (1867–1905) – in relativ jungen Jahren – die Firma übernehmen, die sie unter dem beibehaltenen Firmennamen ihres Großvaters J. Ig. Rüsch gemeinsam als offene Handelsgesellschaft (oHG) weiterführten. Die leitende Rolle übernahm der älteste Sohn Ignaz Rüsch, der dazu „seine technischen Studien unterbrechen“ musste. Prokurist Marcus Diem (1835–1915) gehörte zum engsten Führungskreis.
Für die Rüsch-Werke als Maschinenfabrik und Gießerei folgte bis um 1900 eine Zeit, die im Nachhinein als Blüte bezeichnet werden kann: Neben spektakulären Großprojekten, wie dem Bau von Turbinen- und Wasserkraftanlagen boten die Rüsch-Werke eine vielfältige Produktpalette von Gussteilen und Maschinen, aber auch gusseisernen Säulen, eisernen Gartenzäunen, Pumpen, Öfen, Pressen, Herden, Sägen und Drehbänken. Insbesondere wichtig waren auch Maschinen für die Textilindustrie. Man nahm an Ausstellungen im In- und Ausland (etwa auf den Weltausstellungen 1897 in Brüssel und 1900 in Paris) teil und sammelte Auszeichnungen. Das Unternehmen galt Ende des 19. Jahrhunderts als „bedeutendster Metallbetrieb des Landes Vorarlberg“ und hatte ein Absatzgebiet weit über die österreichisch-ungarische Monarchie hinaus.
Ignaz Rüsch war auch als Maschinenbauingenieur erfolgreich. Zusammen mit dem Konstrukteur der Rüsch-Werke während der Jahre 1887–1901 Otto Sendtner entwickelte er eine Erfindung seines Vaters Alfred Rüsch weiter, die 1894 als „Hydraulische Turbinen-Regulierung Patent Rüsch-Sendtner“ zum Patent angemeldet wurde. Mit der Apparatur konnte die Drehzahl einer Turbine konstant gehalten und ein gleichmäßiger Antrieb gewährleistet werden. Diese Erfindung der Rüsch-Werke wurde in allen Größen gebaut zu einem großen Verkaufserfolg und begründete mit den guten Ruf der Rüsch-Werke.

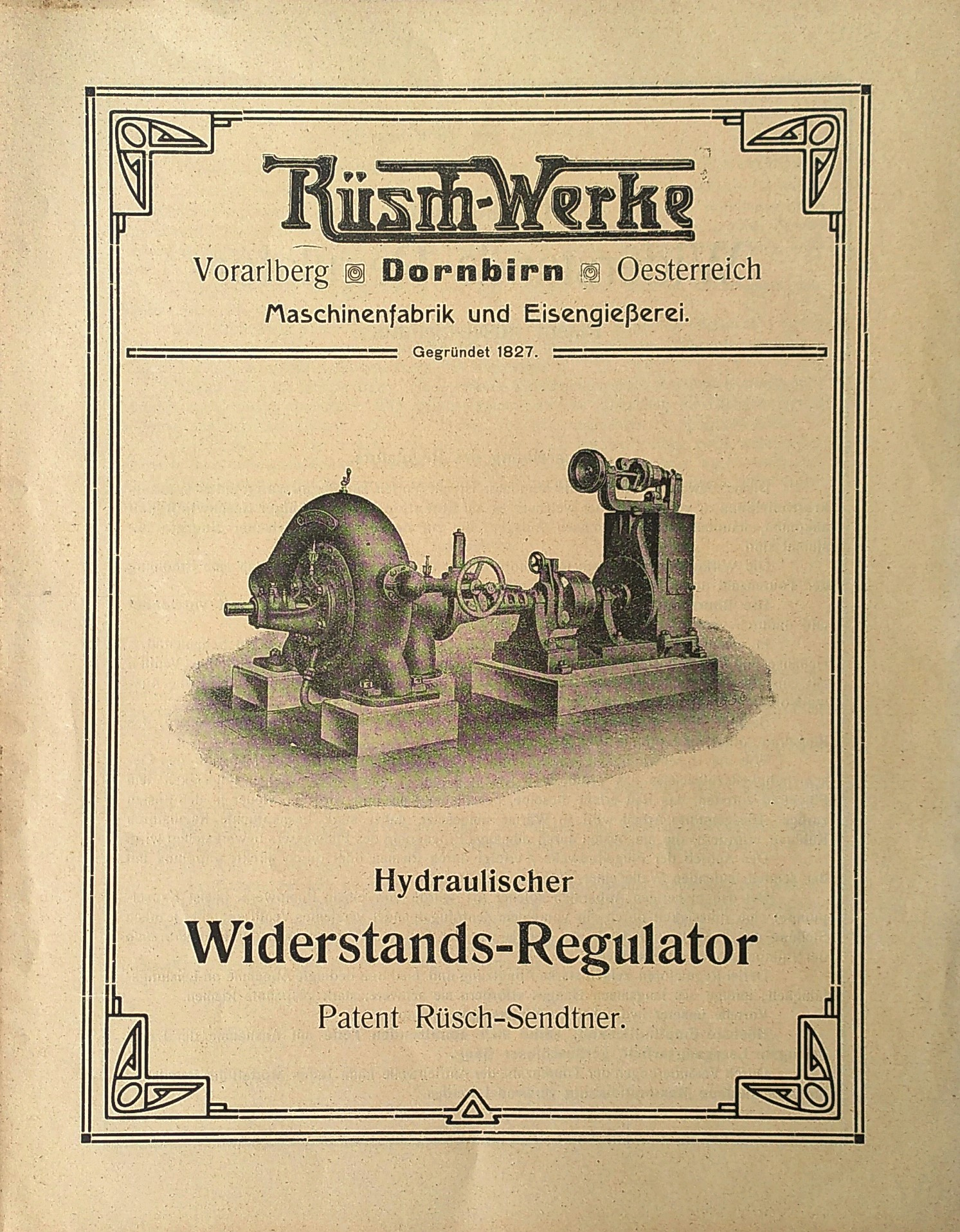
„Hydraulischer Widerstands-Regulator Patent Rüsch-Sendtner“ (Werbeschrift um 1910)

Der wirtschaftliche Erfolg der Dornbirner Rüsch-Werke spiegelte sich auch im Ausbau des Werksgeländes an der Jahngasse mit Neubauten, welche die Anlage heute noch wesentlich prägen. So entstanden in der Ära von Ignaz Rüsch u. a. eine neue Montierungshalle (1893, heute Kunsthalle Kunstraum Dornbirn), ein neues Öl- und Blechmagazin (1894), eine neue Gießerei (1897, heute Naturkundemuseum Inatura) und eine neue Wasserkraftanlage (1899).

### Weitere wirtschaftliche Aktivitäten
Mit einem steuerpflichtigen Privatvermögen von 8682 Gulden im Jahr 1892 gehörte Ignaz Rüsch zu den Höchstbesteuerten in Dornbirn und zählte zu den Reichen der Stadt. So konnte er sich nach dem Ausbau der eigenen Rüsch-Werke Ende des 19. Jahrhunderts anschließend mit seinem Vermögen auch als Gesellschafter an mehreren anderen Unternehmen maßgeblich beteiligen.
Eine Kuriosität ist Ignaz Rüschs Erfindergeist für Haushaltshilfen. So ließ er sich 1903 eine neuartige „Bodenwichsvorrichtung“ patentieren, die das Reinigen und Einlassen für Parkett- und Holzdielenböden erleichtern sollte.
Zwischen 1907 und 1914 war Rüsch mit dem Salzburger Bergwerksingenieur Jakob Edler von Miskey Gründungsgesellschafter der Montafoner Miskeyitwerke G.m.b.H., St. Gallenkirch. Finanziert durch Vorarlberger Unternehmer wurde in Grandau – oberhalb von St. Gallenkirch – im Stollen und später im Tagebau Chloritschiefer (Miskeyit), eine Art von Speckstein, abgebaut, der dann mittels errichteter Seilbahn (850 Meter) zu einem Lagerplatz mit Betriebsgebäude transportiert wurde, zur Weiterverarbeitung für elektrische Isolier- und für kunstgewerbliche Zwecke.
Ignaz Rüsch war auch 1913 Mitgründer der Vorarlberger Buchdruckerei-Gesellschaft in Dornbirn (heute VBG Holding AG, Schwarzach).

### Niedergang der Rüsch-Werke
Die wirtschaftliche Situation der Rüsch-Werke begann sich bald nach der Jahrhundertwende zu ändern: Zur Abwendung einer drohenden Insolvenz fusionierte der bisherige Familienbetrieb am 1. Juli 1905 mit der Gießerei und Maschinenfabrik Carl Ganahl & Co in Frastanz und firmierte seither als Maschinenfabrik Rüsch-Ganahl AG. Ignaz Rüsch wechselte in den Verwaltungsrat der neuen Aktiengesellschaft. Einzelne Mitglieder der Familie Rüsch besaßen noch drei Viertel der Aktien und die Familie Ganahl ein Viertel. Ignaz Rüsch blieb zunächst auch oberster Betriebsleiter und kaufmännischer Direktor; sein Bruder Karl Rüsch leitete das Projekt-Büro. In den Folgejahren jedoch misslangen wirtschaftliche Vorhaben und es verschlechterte sich insgesamt die wirtschaftlichen Lage durch schwere Konkurrenz beim Turbinenbau. Hinzu trat 1909 ein gravierendes Gutachten zu technischen Mängeln im Werk und in dessen Verwaltung. Zunehmende Spannungen zwischen Belegschaft und Firmenleitung führten 1910 zu einem heftigen Streik in der Eisengießerei, der mit 91 Tagen Dauer eine Rekorddauer für Vorarlberg hatte und weithin Aufmerksamkeit erregte.

Noch bis 1913 fungierte Ignaz Rüsch als Präsident des Verwaltungsrats der Maschinenfabrik Rüsch-Ganahl AG. Um eine Sanierung zu ermöglichen, kam es 1913 zu einer Firmenbeteiligung durch Baptist Hämmerle (1845–1933), den Schwiegervater des Mitgesellschafters Walter Rüsch und kaufmännischen Leiter der Dornbirner Textilfirma F. M. Hämmerle. Doch konnte ein Jahr später 1914 das Liquidationsverfahren von der Firma nicht mehr abgewendet werden. Die Österreichische Creditanstalt in Wien erwarb die Aktiengesellschaft. Ignaz Rüsch trat von der Geschäftsleitung zurück, woraufhin die Creditanstalt einen eigenen Werksdirektor einsetze und das Werk in Frastanz schloss. Bis November 1919 veräußerten die letzten Mitglieder der Familie Rüsch ihre Firmenanteile an Fritz Wehinger (* 1870), den Bruder des bisherigen Firmen-Prokuristen Max Wehinger (1868–1944), wodurch die Familie Rüsch endgültig nicht mehr Besitzer der gleichnamigen Rüsch-Werke war. 

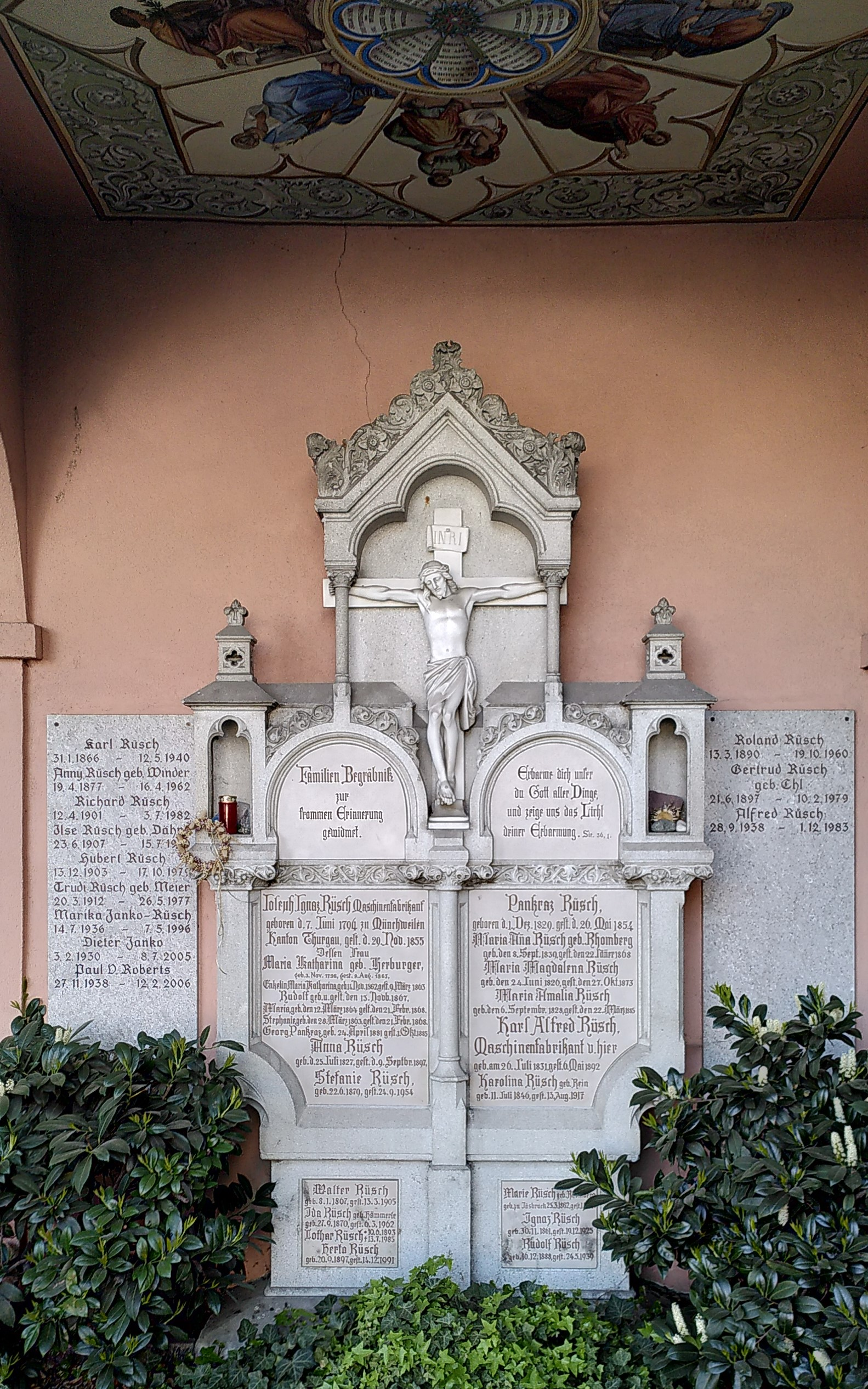
„Familien Begräbniß“ auf dem Dornbirner Friedhof Markt, Arkade 19. Der Name von Ignaz Rüsch befindet sich unten auf der rechten Sockeltafel unter seiner Frau Marie. Foto 2022.

### Ende der Unternehmerdynastie Rüsch
Das Ende der Unternehmerdynastie mit der dritten Dornbirner Rüsch-Generation zeichnete sich zu Anfang des 20. Jahrhunderts dadurch ab, dass der als Nachfolger vorgesehene älteste Sohn von Ignaz und Marie Rüsch, der studierte Maschinenbauer Rudolf Rüsch (1888–1939), spätestens seit 1912 in Nervenheilanstalten lebte und Rudolfs Geschwister andere Berufe ergriffen.
Am 19. Dezember 1925 starb Ignaz Rüsch 64-jährig nach mehrmonatigem Leiden an einer chronischen Nierenentzündung (Nephritis chronica), in Nachrufen an einer Herzkrankheit. Die Beisetzung fand am 21. Dezember 1925 statt. Auf dem „Familien Begräbniß“ der Familie Rüsch erschien Ignaz Rüsch nur mehr ganz unten am Sockel und bescheiden lediglich mit Namen sowie Lebensdaten, also keineswegs mehr mit dem stolzen „Maschinenfabrikanten“-Zusatz, der noch die Inschriften für den Vater und den Großvater auszeichnete. Gleichwohl würdigten mehrere Zeitungsnachrufe den Verstorbenen. Ignaz Rüsch galt nach Einschätzung des Dornbirner Stadtarchivars Werner Matt rückblickend noch 2017 als „Idealtypus eines liberalen Großbürgers und Unternehmers“.
In das Dornbirner Fabrikanten-Wohnhaus von Ignaz Rüsch Schulgasse 46 zogen anschließend die junge Familie seines Sohns Alfred Rüsch (1893–1951) sowie die unverheiratete jüngste Tochter Annele Rüsch (1894–1953) ein. Erst 1974 wurde das langjährige Familienanwesen verkauft.
Die Rüsch-Werke existierten und produzierten schließlich in Dornbirn noch bis zum Jahr 1984. Nach einem Umbau des Firmengeländes befinden sich in den großzügigen Werksgebäuden des späten 19. Jahrhunderts seit 2003 das Naturkundemuseum Inatura und die Kunsthalle Kunstraum Dornbirn.

## Politisches und ehrenamtliches Wirken
Ignaz Rüsch war früh auch politisch sowie kulturell interessiert und konnte diese Aktivitäten verstärkt vor allem ab 1914 nach dem Rückzug aus dem aktiven Wirtschaftsleben pflegen.
Er war politisch aktiv zunächst in Dornbirn als Mitglied im Gemeindeausschuss (1888–1901) und im Gemeinderat (1896–1901) sowie dann in der Landeshauptstadt Bregenz während der Jahre von 1909 bis 1914 als Abgeordneter und Mitglied der deutsch-freiheitlichen Partei im zehnten Vorarlberger Landtag und dort in mehreren Ausschüssen tätig.

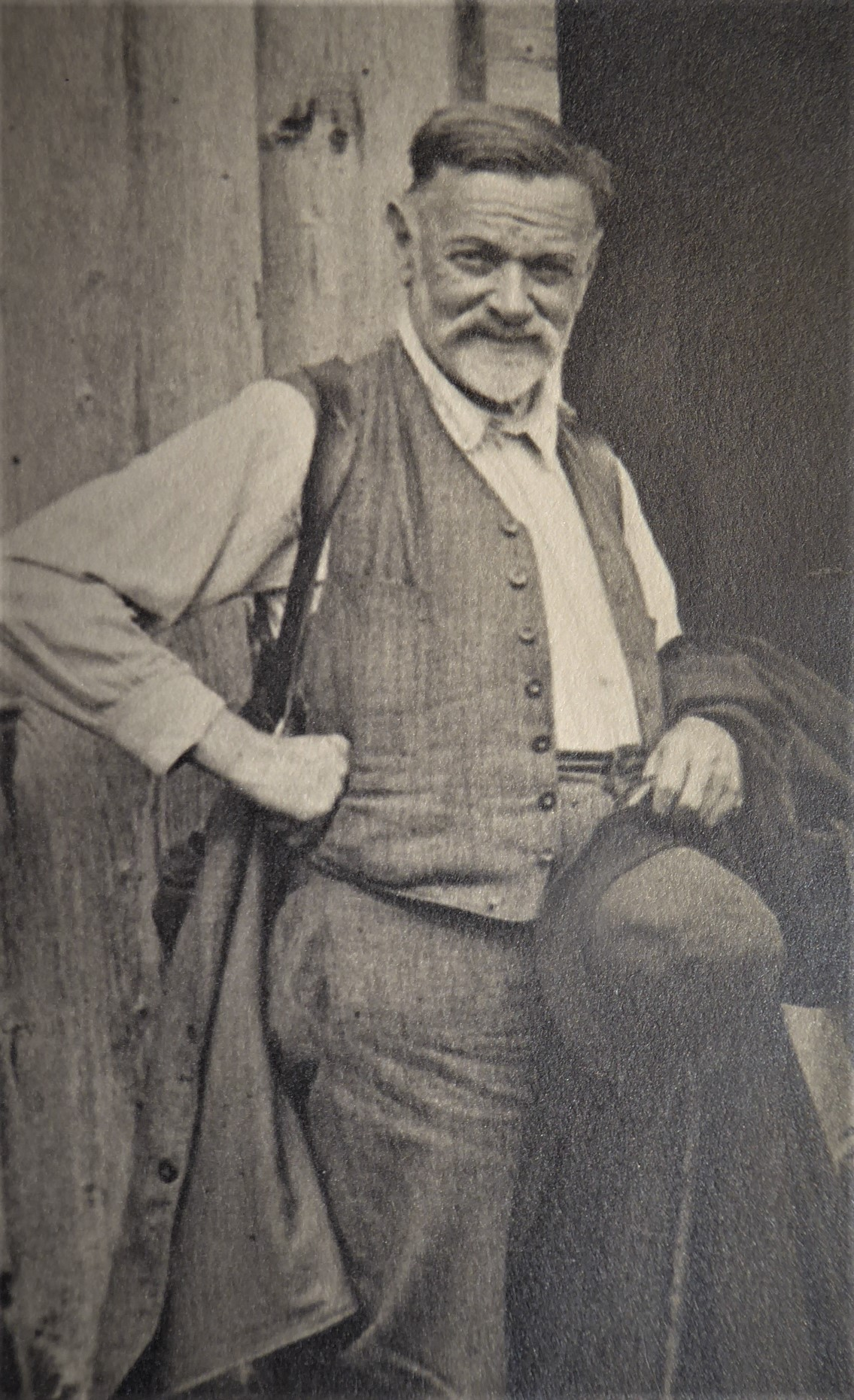
Ignaz Rüsch, um 1920

Hinzu kam berufspolitisches Wirken: Ignaz Rüsch war Gründer und erster Obmann der Sektion Vorarlberg des Bundes der Österreichischen Industriellen (1903–1907), Vorarlberger Kammervertreter im Staatseisenbahnrat (1909–1913), Mitglied der Handels- und Gewerbekammer und Handelskammerrat (1905–1913) sowie Mitglied des Vorarlberger Wasserkraftkomitees (1909–1912). Außerdem setze er sich 1910 für die Errichtung einer Technischen Hochschule in Innsbruck ein.
Daneben entwickelte Ignaz Rüsch, der ab 1887 als Geiger u. a. im Dornbirner Orchester aktiv war, kulturpolitisches Engagement als Gründer und Obmann der Gesellschaft der Musikfreunde Dornbirns, Obmann der Dornbirner Musikschule und betrieb früh die Gründung eines Vorarlberger Symphonieorchesters.
Ignaz Rüsch war während des Ersten Weltkriegs vertretungsweise Schriftleiter des alle zwei Tage erscheinenden Vorarlberger Volksfreundes (dem Vorläufer des 1945 eingestellten Vorarlberger Tagblatts), herausgegeben vom Deutschfreiheitlichen Verein in Dornbirn und gedruckt in der Vorarlberger Buchdruckerei-Gesellschaft, deren Miteigentümer er war.
Bemerkenswert ist auch sein kulturgeschichtliches Interesse als Heimatforscher: Ignaz Rüsch war Mitglied des Vorarlberger Landesmuseumsvereins und unterstützte die Herausgabe des Werkes „Topographie von Dornbirn“ von Pfarrer Josef Pius Moosbrugger von 1898, wofür er das Vorwort verfasste. Er initiierte 1893 die Anfertigung einer Ahnengalerie Dornbirner Ammänner (Bürgermeister) für den Sitzungssaal des Rathauses und „war mit dieser Aktion für Vorarlberg tongebend“; die Galerie galt in Dornbirn lange als Sehenswürdigkeit.
Schließlich war Ignaz Rüsch auch selber Autor eines Verzeichnisses Dornbirner Urkunden vom 14. bis 17. Jahrhundert (1900) und eines Dornbirner Glocken-Inventars (1916).

## Ehrung
2016 benannte die Stadt Dornbirn eine neue Straße im Betriebsgebiet (Gewerbegebiet) Dornbirn Nord in „Ignaz-Rüsch-Straße“. Sie zweigt von der Dr.-Walter-Zumtobel-Straße in Richtung Osten zur Bahnlinie ab. In diesem neuen Betriebsgebiet wurden für die Bezeichnung von Verkehrsflächen vorwiegend Namen von Industriepionieren verwendet.

## Schriften
- Ig. Rüsch: Regesten zur vorarlbergischen Geschichte. In: XXXIX. Jahres-Bericht des Vorarlberger Museums-Vereins über das Jahr 1900. Bregenz, S. 11–36; anno.onb.ac.at
- Ig. Rüsch: Die Glocken von Dornbirn. Zur Erinnerung an die Glocken-Abnahme zu Kriegsmetallzwecken im August–September 1916. Dornbirn 1916.